# Димові суміші

## Принципи побудови димових сумішей
Для влаштування денного феєрверка використовують спеціальні піротехнічні вироби, які споряджені димовими сумішами. Останні при горінні можуть давати дими сірого, білого та чорного кольорів, а також кольорові дими різних відтінків. Для одержання димових хмаринок використовують два типи сумішей: 1) Суміші першого типу містять три компоненти: окислювач, пальне і димоутворюючі речовини. При горінні таких сумішей димоутворювач переходить у пароподібний стан і виштовхується газоподібними продуктами реакції в атмосферу, де проходить конденсація його парів з утворенням диму. 2) При горінні сумішей другого типу димоутворюючі речовини одержують в результаті реакції горіння. На такому принципі побудовані металхлоридні суміші, які складаються з хлорорганічного окислювача і металічного пального. До димових сумішей ставлять такі вимоги: 1) дим, який одержують при горінні суміші повинен бути достатньо стійким на повітрі; 2) при горінні димові суміші не повинні давати полум'я; 3) шлаки, які утворюються при горінні сумішей, повинні бути трухлявими (пористими) і не перешкоджати проходженню диму.

### Суміші білого, сірого та чорного димів
Одержання білого диму базується на сублімації хлориду амонію (NH4Cl). Ця речовина являє собою білу кристалічну речовину, яка легко переходить у пароподібний стан. Наприклад, така суміш містить: 20-30 % хлорату калію, 50 % хлориду амонію, 20 % нафталіну або антрацену та 0-10 % вугілля. Сірий дим одержують в основному при спалюванні металхлоридних сумішей. В їх склад входять окислювач (гексахлорбензол C6Cl6, гексахлоретан C2Cl6 та ін), пальне (порошки порошки магнію, алюмінію, цинку та ін.). При горінні суміші утворюються леткі білі хлориди (AlCl3, ZnCl2): C2Cl6 + 3Zn = 2C + 3ZnCl2, сірого кольору диму надають частинки сажі, які при цьому утворюється. Чорний дим одержують при горінні димових сумішей, які містять антрацен або нафталін. При неповному згоранні останніх утворюються великі кількості чорної сажі.

### Суміші кольорових димів
Для одержання кольорових димів найчастіше використовують азобарвники, дифеніл- і трифенілметанові, тіазинові, аміноантрахінонові та хінолінові. Жовтий дим дають аурамін та хризоідин, червоний (малиновий) — родамін Б, паратонер, синій — індиго, метиленовий блакитний, судан синій G та ін. Зелений дим одержують сублімацією двох барвників — жовтого й синього. Пароутворення барвників здійснюється за рахунок горіння термічної суміші, яка складається з окислювача і пального. Термічна суміш повинна виділяти достатню кількість тепла для переведення барвника в пароподібний стан, та не викликати його розкладу. А також повинна виділяти значну кількість газоподібних продуктів, які б сприяли швидкому видаленню парів барвника з зони горіння. Окислювачами в таких сумішах найчастіше служать хлорат калію, рідше — нітрат та перхлорат калію, пальним — органічні речовини: цукор, крохмаль, деревні ошурки. Термічна суміш може бути замінена нітроцелюлозою. В деяких випадках до суміші додають полум'ягасник (NaHCO3, KHCO3), який понижує температуру горіння суміші і дає інертний газ CO2, що запобігає займанню парів барвника. Приклади димових сумішей: 1) барвник — 51 %, цукор — 18 %, KClO3 — 23 %, NaHCO3 — 8 %, ПВА — +2-3 %; 2) барвник — 50-55 %, вуглеводи — 20-25 %, KClO3 — 30-40 %, цементатор — 0-5 %; 3) барвник — 50 %, порох НЦ — 50 %. Порох НЦ містить: 80,4 % нітроцелюлози, 8,0 % нітрату калію, 8,0 % нітрату барію, 3,0 % крахмалу, 0,6 % дифеніламіну.